# Hans Schourups Gade (Aarhus)
Hans Schourups Gade ligger i Aarhus og er opkaldt efter købmand og byrådsmedlem Hans Schourup (1851-1914).
Gaden er anlagt i 1932-36 og er især karakteriseret af to homogene karreer på hver 5½ etage fra 1935, der stilmæssigt er inspireret af funktionalismen.
Det er kendetegnende for bebyggelsen i gaden, at der er gennemgående karnapper, og på bebyggelsen langs gadens nordside er der yderligere hægtet altaner på karnapperne.
Gadens forholdsvis store bredde betyder, at der er plads til vinkelparkering på begge sider af gaden.
56°8′29.13″N 10°11′29.6″Ø / 56.1414250°N 10.191556°Ø